# 天ノ山静雄
天ノ山 靜雄（あまのやま しずお、1953年12月28日（戸籍上は1954年1月1日） - 1997年9月17日）は、佐賀県小城郡多久村（現在の多久市）出身で時津風部屋に所属した大相撲力士。本名は尾形 靜雄（おがた しずお）。身長191cm、体重179kg。得意手は突き、押し。最高位は西前頭筆頭（1980年7月場所、1982年5月場所）。

## 来歴
多久市立西渓中学校で柔道を始めたが、既に身長が184cm、体重が100kgに達していたので、相撲部から強引な形で多久市大会や佐賀県大会に出場させられて優勝はしたが、人に廻し姿を見せるのが嫌だったことと強引に相撲を取らせた周囲への反発から余計に相撲が嫌いになった。将来は力士になるとは全く考えておらず、教師か県庁員を志していた。
佐賀県立多久工業高校在学中は柔道部に所属していたが、2年生の時にたまたま出場した相撲大会で活躍したため、高校卒業後は駒澤大学へ進学し相撲部に入った。大学3年生の時に全国学生相撲選手権大会に優勝して学生横綱となり、連覇を狙った4年生では惜しくも準優勝に終わった。そのため多くの相撲部屋から勧誘されたが、学生時代に後の幕内・谷嵐の父親に世話になっていた縁で、彼がいた時津風部屋へ入門した。
1976年3月場所、幕下付出で初土俵を踏んだ。当初の四股名は、本名と同一の「尾形」。以来順調に出世し、1977年9月場所で新十両に昇進した。新入幕を果たした1978年3月場所では、大関・貴乃花を倒すなど11勝4敗という好成績を挙げて、生涯唯一の三賞となった敢闘賞を受賞している。巨体と出足を生かしたもろ手突きで押す相撲を得意とし、いずれ三役で活躍すると期待されたが、下半身の脆さ（解説者の玉ノ海からはよく「基礎工事がなっていない高層建築物」に例えられて酷評された）が解消されないまま結局前頭筆頭止まりに終わった。
現役晩年は幕下中位まで番付を落とし、1986年11月場所を最後に32歳で引退。
引退後は年寄・立田山を襲名し、時津風部屋付きの親方となった。その後は、NHK大相撲中継の向正面解説にも顔を見せたりしていたが、脳出血のため1か月近く闘病したのち、1997年9月に43歳で死去した。
引退時、思い出に残る一番として、横綱・北の湖と初めて対戦し敗れた取組を挙げた。なお、北の湖との幕内での対戦成績は9戦全敗であった。また調子が出ず負けが込んでいた場所、支度部屋で北の湖から「どうしたんだ、元気がないじゃないか」と直接声を掛けられたことがあった。その際、「横綱が一平幕力士に過ぎない自身の相撲にまで目を配り、気遣ってくれていたことを知り大変感激した」と述べている。
その巨体から「ジャンボ」と呼ばれ、同じ1978年3月場所で新入幕を果たし、「コンコルド」と呼ばれた琴若（最高位・前頭2枚目）と共に旅客機に由来したニックネームが付けられていた。

## 主な成績・記録
- 通算成績：400勝411敗7休 勝率.493
- 幕内成績：198勝252敗 勝率.440
- 現役在位：65場所
- 幕内在位：30場所
- 三賞：1回
  - 敢闘賞：1回（1978年3月場所）
- 金星：2個（若乃花1個、三重ノ海1個）[1]
- 連続出場：811回（1976年3月場所-1986年9月場所）
- 各段優勝
  - 幕下優勝：3回（1976年9月場所・1977年7月場所・1985年7月場所）

### 場所別成績
| | 一月場所 初場所（東京） | 三月場所 春場所（大阪） | 五月場所 夏場所（東京） | 七月場所 名古屋場所（愛知） | 九月場所 秋場所（東京） | 十一月場所 九州場所（福岡） |
| --- | ----------------------- | ----------------------- | ----------------------- | --------------------------- | ----------------------- | --------------------------- |
| 1976年 （昭和51年） | x                       | 幕下付出60枚目 6–1      | 西幕下30枚目 4–3        | 東幕下24枚目 4–3            | 東幕下19枚目 優勝 6–1   | 西幕下5枚目 1–6             |
| 1977年 （昭和52年） | 西幕下31枚目 5–2        | 西幕下16枚目 5–2        | 西幕下9枚目 5–2         | 西幕下3枚目 優勝 7–0        | 東十両10枚目 8–7        | 西十両6枚目 9–6             |
| 1978年 （昭和53年） | 東十両2枚目 9–6         | 西前頭11枚目 11–4 敢    | 西前頭2枚目 3–12        | 東前頭12枚目 6–9            | 西十両3枚目 8–7         | 東十両3枚目 9–6             |
| 1979年 （昭和54年） | 東十両筆頭 9–6          | 西前頭12枚目 8–7        | 東前頭8枚目 8–7         | 西前頭4枚目 7–8             | 東前頭7枚目 9–6         | 東前頭2枚目 6–9             |
| 1980年 （昭和55年） | 東前頭5枚目 6–9         | 西前頭9枚目 8–7         | 西前頭6枚目 8–7         | 西前頭筆頭 5–10 ★           | 西前頭8枚目 7–8         | 東前頭9枚目 8–7             |
| 1981年 （昭和56年） | 西前頭5枚目 7–8         | 西前頭5枚目 8–7 ★       | 西前頭2枚目 6–9         | 西前頭5枚目 4–11            | 東前頭11枚目 6–9        | 東十両筆頭 10–5             |
| 1982年 （昭和57年） | 東前頭12枚目 9–6        | 東前頭4枚目 8–7         | 西前頭筆頭 5–10         | 西前頭8枚目 4–11            | 東前頭12枚目 6–9        | 東十両3枚目 10–5            |
| 1983年 （昭和58年） | 東前頭12枚目 6–9        | 東十両筆頭 6–9          | 西十両3枚目 10–5        | 東前頭12枚目 7–8            | 西十両筆頭 11–4         | 西前頭9枚目 5–10            |
| 1984年 （昭和59年） | 東十両筆頭 8–7          | 西前頭13枚目 8–7        | 東前頭8枚目 7–8         | 東前頭10枚目 2–13           | 西十両6枚目 4–11        | 東幕下筆頭 4–3              |
| 1985年 （昭和60年） | 東十両13枚目 5–10       | 西幕下5枚目 2–5         | 西幕下24枚目 3–4        | 東幕下36枚目 優勝 7–0       | 西幕下5枚目 6–1         | 東幕下筆頭 4–3              |
| 1986年 （昭和61年） | 東十両11枚目 5–10       | 西幕下3枚目 3–4         | 西幕下7枚目 4–3         | 西幕下4枚目 3–4             | 西幕下9枚目 2–5         | 西幕下22枚目 引退 0–0–7     |
| 各欄の数字は、「勝ち-負け-休場」を示す。 優勝 引退 休場 十両 幕下 三賞：敢=敢闘賞、殊=殊勲賞、技=技能賞 その他：★=金星 番付階級：幕内 - 十両 - 幕下 - 三段目 - 序二段 - 序ノ口 幕内序列：横綱 - 大関 - 関脇 - 小結 - 前頭（「#数字」は各位内の序列） |                         |                         |                         |                             |                         |                             |

## 幕内対戦成績
| 力士名   | 勝数 | 負数 | 力士名         | 勝数 | 負数 | 力士名   | 勝数 | 負数 | 力士名   | 勝数 | 負数 |
| -------- | ---- | ---- | -------------- | ---- | ---- | -------- | ---- | ---- | -------- | ---- | ---- |
| 青葉城   | 7    | 7    | 青葉山         | 5    | 1    | 朝汐     | 3    | 6    | 旭國     | 0    | 2    |
| 旭富士   | 0    | 2    | 荒勢           | 2    | 6    | 板井     | 1    | 2    | 東洋     | 10   | 7    |
| 王湖     | 1    | 0    | 巨砲           | 4    | 2    | 大錦     | 4    | 4    | 魁輝     | 7    | 11   |
| 魁傑     | 0    | 1    | 影虎           | 1    | 0    | 北瀬海   | 2    | 1    | 北の湖   | 0    | 9    |
| 騏ノ嵐   | 1    | 2    | 麒麟児         | 5    | 7    | 黒瀬川   | 3    | 4    | 黒姫山   | 3    | 3    |
| 高望山   | 0    | 6    | 琴風           | 2    | 7    | 琴ヶ嶽   | 1    | 0    | 琴千歳   | 1    | 2    |
| 琴乃富士 | 1    | 0    | 琴若           | 3    | 4    | 斉須     | 2    | 2    | 蔵玉錦   | 3    | 7    |
| 逆鉾     | 0    | 1    | 佐田の海       | 7    | 3    | 嗣子鵬   | 5    | 2    | 陣岳     | 3    | 1    |
| 神幸     | 2    | 2    | 大觥           | 1    | 1    | 大寿山   | 1    | 7    | 大徹     | 1    | 0    |
| 大飛     | 1    | 0    | 隆の里         | 4    | 7    | 貴ノ花   | 4    | 1    | 隆三杉   | 3    | 0    |
| 高見山   | 8    | 8    | 多賀竜         | 1    | 4    | 玉輝山   | 2    | 1    | 玉ノ富士 | 4    | 4    |
| 玉龍     | 3    | 2    | 千代の富士     | 3    | 3    | 照の山   | 4    | 1    | 出羽の花 | 5    | 6    |
| 闘竜     | 2    | 5    | 栃赤城         | 4    | 7    | 栃司     | 1    | 2    | 栃剣     | 2    | 4    |
| 栃光     | 5    | 7    | 播竜山         | 3    | 4    | 飛騨乃花 | 4    | 3    | 富士櫻   | 7    | 7    |
| 鳳凰     | 2    | 2    | 北天佑         | 1    | 2    | 保志     | 0    | 2    | 増位山   | 1    | 3    |
| 舛田山   | 8    | 8    | 三重ノ海       | 1    | 2    | 若獅子   | 2    | 0    | 若島津   | 1    | 2    |
| 若瀬川   | 0    | 2    | 若乃花(若三杉) | 1    | 9    | 若の富士 | 1    | 3    | 輪島     | 0    | 4    |
| 鷲羽山   | 3    | 5    |                |      |      |          |      |      |          |      |      |

## 改名歴
- 尾形 靜雄[3]（おがた しずお）1976年3月場所-1979年1月場所
- 天ノ山 靜雄[3]（あまのやま -）1979年3月場所（再入幕）-1986年11月場所（引退）
  - 四股名は、故郷にある「天山」という山から付けられた。

## 年寄変遷
- 立田山 靜雄（たつたやま しずお）1986年11月-1997年9月